# Mouvement de lutte arabe pour la libération d'Ahwaz
Le Mouvement de lutte arabe pour la libération d'Ahwaz (en arabe : حركة النضال العربي لتحرير الأحواز, anglais : Arab Struggle Movement for the Liberation of Ahwaz, ASMLA)  est un mouvement politique et militaire séparatiste arabe iranien réclamant l'autodétermination du Khouzistan.

## Soutiens
L'ASMLA, ainsi que d'autres groupes séparatistes arabes, bénéficient d'un soutien financier et logistique en provenance du monde arabe et surtout de l'Arabie saoudite.

## Historique
Le 30 octobre 2018, le Service danois de sécurité et de renseignement (DSIS) accuse « l'Iran de comploter un assassinat sur le sol danois », dans l'intention de tuer le chef de l'ASMLA, qui y vit. La menace d'un assassinat a été à l'origine d'une action policière à l'échelle nationale au Danemark le 28 septembre. Le DSIS a annoncé que trois personnes liées à l'ASMLA sont sous protection policière et qu'il existe toujours une menace active. L'Iran a rejeté les accusations.
Le 3 février 2020, le Service danois de sécurité et de renseignement (DSIS) annonce que trois membres de l'ASMLA seraient inculpés d'espionnage, qu'ils auraient commis au nom de l'Arabie saoudite pendant leur séjour au Danemark.